# RBD: La familia
RBD: La familia – meksykański sitcom wyprodukowany przez Televisę i stworzony przez Pedro Damiána. Serial opowiada o fikcyjnym życiu członków meksykańskiego zespołu RBD. Damián zapewniał, że wydarzenia przedstawione w sitcomie nie bazowały na prawdziwym życiu członków zespołu, ale zachowano ich prawdziwe imiona i pseudonimy. Sitcom miał 13 odcinków i emitowano go od 14 marca do 13 czerwca 2007 roku na kanale Sky México.
Każdy odcinek opowiada odrębną historię, która łączy się w finale. Sitcom opowiada o przyjaźni, skrywanych uczuciach i życiu w świetle sławy. Charaktery bohaterów są przerysowane, aby uzyskać komediowy charakter fabuły. Serial rozpoczyna się w momencie wydania przez zespół RBD albumu Celestial i szczytu ich sławy w Meksyku.
Ścieżka dźwiękowa serialu została wydana 14 marca 2007 roku pod tą samą nazwą. W czołówce serialu wykorzystano anglojęzyczną piosenkę RBD „Family” stworzoną na potrzeby serialu oraz promowano w nim oryginalny singiel RBD „Quiero Poder”.

## Obsada

### Główni bohaterowie
- Anahí jako Annie
- Alfonso Herrera jako Poncho
- Christian Chávez jako Chris
- Dulce María jako Dul
- Christopher von Uckermann jako Ucker
- Maite Perroni jako May

### Drugoplanowi bohaterowie
- Arap Bethke jako Alvaro
- Mariana Ávila jako Mimi
- Ari Borovoy jako Axel
- Ximena Díaz jako Fabiola

## Odcinki
| Seria | Seria | Liczba odcinków | Czas emisji                |
| ----- | ----- | --------------- | -------------------------- |
|       | 1     | 13              | 14 marca – 13 czerwca 2007 |

### Seria 1: 2007
| Nr | Tytuł                                         | Tytuł polski                                            | Premiera         |
| -- | --------------------------------------------- | ------------------------------------------------------- | ---------------- |
| 1  | ¿De Verdad Son Besos de Mentira?              | Czy prawdziwe są pocałunki na niby?                     | 14 marca 2007    |
| 2  | We are family                                 | Jesteśmy rodziną                                        | 28 marca 2007    |
| 3  | El que quiera azul celeste...que se acueste!  | Kto marzy o niebiańskim niebie ... niech się zdrzemnie! | 4 kwietnia 2007  |
| 4  | Era mi primera vez                            | To był mój pierwszy raz                                 | 11 kwietnia 2007 |
| 5  | Feliz cumpleaños, Annie                       | Wszystkiego najlepszego, Annie                          | 18 kwietnia 2007 |
| 6  | Ni tan bueno, ni tan malo                     | Ani dobrze, ani źle                                     | 25 kwietnia 2007 |
| 7  | La responsabilidad... de ser un irresponsable | Odpowiedzialność... bycia nieodpowiedzialnym            | 2 maja 2007      |
| 8  | Bajo el mismo techo                           | Pod jednym dachem                                       | 9 maja 2007      |
| 9  | Reparaciones                                  | Naprawy                                                 | 16 maja 2007     |
| 10 | Bésame sin miedo                              | Pocałuj mnie bez strachu                                | 23 maja 2007     |
| 11 | Los amigos de mis amigos, son mis amigos      | Przyjaciele moich przyjaciół, są moimi przyjaciółmi     | 30 maja 2007     |
| 12 | Paparazzi                                     | Paparazzi                                               | 6 czerwca 2007   |
| 13 | Confesiones                                   | Wyznania                                                | 13 czerwca 2007  |